# Meche Barba
Mercedes Barba Feito, bardziej znana jako Meche Barba (ur. 24 września 1922 w Nowym Jorku, zm. 14 stycznia 2000 w Meksyku) – meksykańska aktorka filmowa i telewizyjna, tancerka i rumbera.
Aktorka filmowa Złotego wieku kina meksykańskiego w latach czterdziestych i pięćdziesiątych. Była uważana za jedną z ikon "Cine de rumberas".
Zmarła w Meksyku 14 stycznia 2000 roku na niewydolność serca.

## Wybrana filmografia
- 1992: María Mercedes jako Doña Chonita
- 1995-1996: Maria z przedmieścia jako Lupe
- 1998: Paulina jako Abigail Rosales
- 1999: Rosalinda jako Angustias

## Nagrody

### Premios Ariel
| Rok  | Kategoria                        | Film              | Wynik   |
| ---- | -------------------------------- | ----------------- | ------- |
| 1992 | Najlepsze kobiece współwykonanie | Los años de Greta | Wygrana |